# جول تپه
جول تپه مربوط به دوران‌های تاریخی پس از اسلام است و در شهرستان بهشهر، بخش مرکزی، روستای قره تپه واقع شده و این اثر در تاریخ ۱۰ خرداد ۱۳۸۲ با شمارهٔ ثبت ۸۸۱۵ به‌عنوان یکی از آثار ملی ایران به ثبت رسیده است.